# Laura (Schiff)
Die Laura war ein 1876 als Roll Call gebautes Dampfschiff. Es war das erste eigene Schiff von Peter Mærsk Møller, der 1904 mit seinem Sohn Arnold Peter Møller die Dampskibsselskabet „Svendborg“ gründete, aus der später die dänische Unternehmensgruppe A. P. Møller-Mærsk hervorging.

## Geschichte
Das Schiff wurde unter der Baunummer 117 auf der Werft John Readhead and Sons in South Shields gebaut. Das Schiff wurde am 19. Januar 1876 an die Reederei Newcomb & Thomson in London abgeliefert, die es als Roll Call in Fahrt brachte.
Im August 1881 wurde das Schiff an die Dampskibsselskabet „Ellen“ in Kopenhagen verkauft. Neuer Name des Schiffes wurde Ellen. Nachdem die Reederei im Frühjahr 1886 zusammengebrochen war, kaufte Peter Mærsk Møller das Schiff im Juni 1886 für 18.000 Kronen und nannte es nach der Tochter von Carl Breyen, einem Freund von Peter Mærsk Møller, der ihn beim Kauf des Schiffes finanziell unterstützt hatte, in Laura um.
Peter Mærsk Møller war zuvor Kapitän auf Segelschiffen. Nachdem er sein Patent als Kapitän von Dampfschiffen gemacht hatte, gründete er in Svendborg die Dampskibsselskabet „Laura“, die das Schiff betrieb. 1904 gründete er zusammen mit seinem Sohn Arnold Peter Møller zum Betrieb des Dampfschiffs Svendborg die Aktieselskabet Dampskibsselskabet „Svendborg“, aus der später die dänische Unternehmensgruppe A. P. Møller-Mærsk hervorging. Peter Mærsk Møller war bis 1898 Kapitän der Laura, bevor er das Kommando an seinen ältesten Sohn Hans Nielsen Jeppesen Møller abgab.
Die Dampskibsselskabet „Laura“ verkaufte das Schiff 1909 an eine italienische Reederei. Neuer Name des Schiffes wurde Ignazio. Später ging das Schiff an die in Bengasi ansässige Reederei A&E Halfon, die es in Adele umbenannten. Das Schiff ging am 25. Dezember 1928 nach einem Feuer an Bord im Mittelmeer verloren.

## Technische Daten
Das Schiff wurde von einer Zweizylinder-Dampfmaschine angetrieben, die auf einen Festpropeller wirkte. Außerdem war das Schiff mit einer Hilfsbesegelung ausgestattet.
Das Deckshaus befand sich im mittleren Bereich des Schiffes. Die Laderäume befanden sich vor und hinter dem Deckshaus. Für den Ladungsumschlag standen zwei Ladebäume zur Verfügung.

## Schornsteinmarke
Der schwarze Schornstein des Schiffes wurde von Peter Mærsk Møller mit einem weißen Stern mit sieben Zacken auf blauen Grund versehen. Die Schornsteinmarke geht zurück auf einer Erlebnis von Møller, der auf einer seiner Reisen seine Frau Anna an Bord hatte, die schwer erkrankte. Als er in der Nacht für ihre Gesundheit betete, sah er am ansonsten bedeckten Himmel einen Stern, der ihm Hoffnung gab.
Die Schornsteinmarke wurde später von A. P. Møller-Mærsk übernommen und zum Logo der Unternehmensgruppe.